# Poecilasthena euphylla
Poecilasthena euphylla är en fjärilsart som beskrevs av Edward Meyrick 1891. Poecilasthena euphylla ingår i släktet Poecilasthena och familjen mätare. Inga underarter finns listade i Catalogue of Life.